# Substanța P

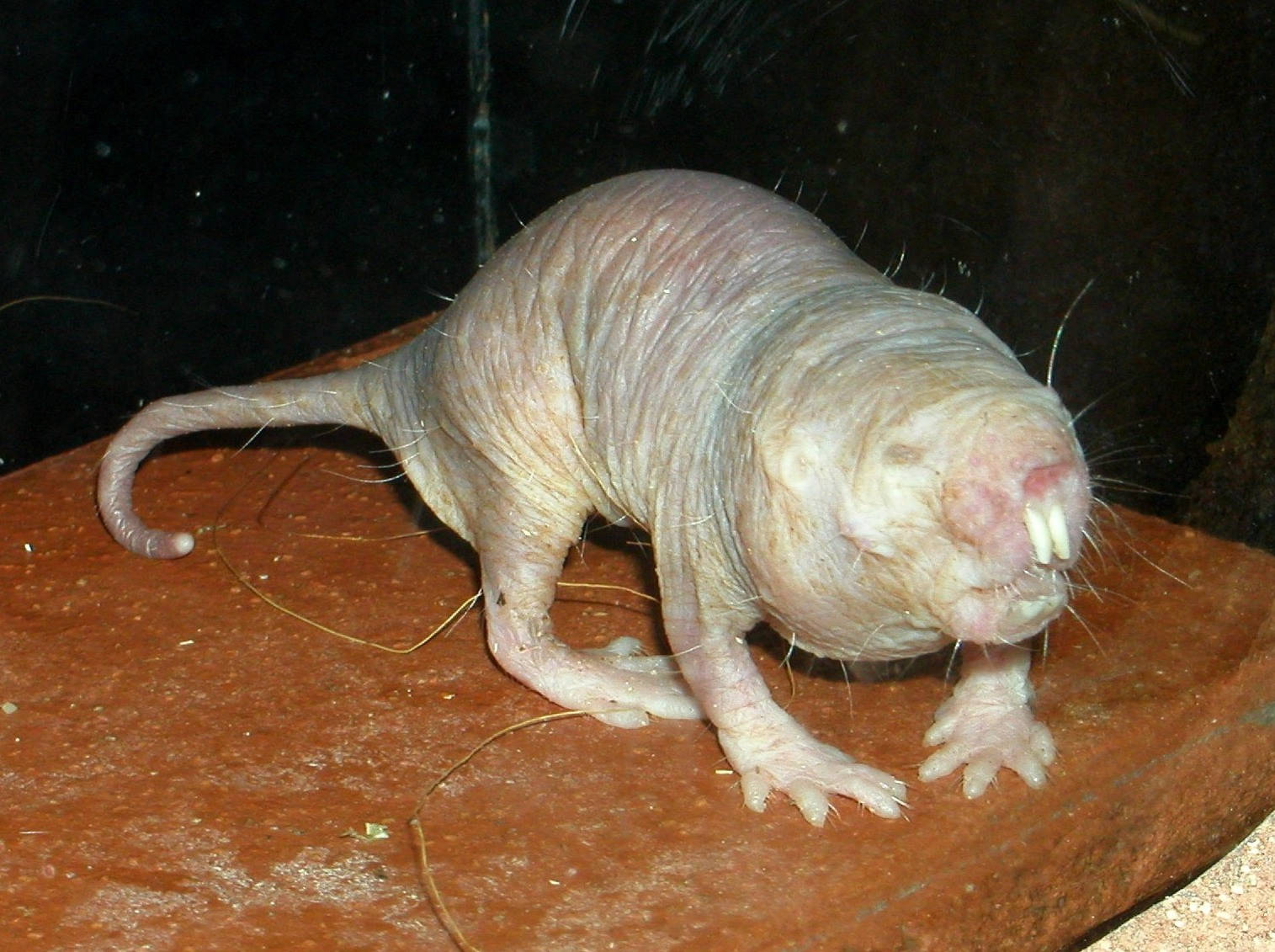
Heterocephalus glaber nu poate simți durerea deoarece nu dispune de Substanța P

Substanța P (P de la engl. pain = durere) este un neuropeptid a cărei principală funcție este aceea de a transmite durerea în sistemul nervos central. Din punct de vedere chimic este un polipeptid cu lanț scurt (11 aminoacizi): Arg Pro Lys Pro Gln Gln Phe Phe Gly Leu Met. Funcțional, este un neurotransmițător și un neuromodulator. 
Ca neurotransmițător acționează la nivelul sinapsei dintre axonii neuronilor I ai căilor sensibilităților viscerosenzitive și somatosenzitive, cu neuronii II (deutoneuronii) acelorași căi, în laminele 2, 3 și 4 Rexed. Aceste sinapse sunt inhibate de endorfine și enkefaline (așa-numitele "opioide endogene"), precum și de opioidele exogene, rezultând diminuarea senzației dureroase.
Ca neuromodulator este prezentă în multe zone ale sistemului nervos central, aici acțiunea sa fiind legată de depresie, stres, anxietate, greață, vomă, durere.
Este produsă și de celulele "sistemului endocrin difuz" (APUD), mai ales în tractul gastro-intestinal, aici având se pare rol de vasodilatator, prin intermediul NO, cu acțiune la nivelul endoteliilor.
Receptorul său este neurokinina 1 (o proteină membranară din grupul receptorilor cu proteine G atașate).
Un exemplu de antagonist al substanței P este aprepitantul, iar capsaicina îi reduce concentrația în SNC.
Heterocephalus glaber (un rozător) nu poate sintetiza substanța P și nu simte durerea.